# Encratismo
L'encratismo è una dottrina morale di matrice gnostico-cristiana a sfondo ascetico, di probabile influenza sethiana, che si diffuse in Gallia e Spagna tra la fine del III e l'inizio del IV secolo. I seguaci di questa dottrina vengono detti encratiti.
Il termine deriva dal greco enkràteia, tradotto abitualmente come «continenza»: in realtà il significato rimanda al «dominio di sé» nell'accezione già indicata da Socrate, e si riferisce alla capacità dell'individuo di padroneggiare istinti e passioni, in vista di un perfezionamento etico della persona. Gli encratiti ("persone che praticarono la continenza") erano chiamati da Ireneo di Lione ’enkrateîs e da Clemente Alessandrino e Ippolito di Roma ’enkratetai.
L'encratismo si configura ben presto come sinonimo di «continenza rigorosa e mortificante», confluendo nella concezione filosofico-religiosa del manicheismo. Partendo dal principio gnostico che identifica la materia col male, l'encratismo attribuiva una valenza fortemente peccaminosa a numerosi aspetti del vivere quotidiano come l'unione matrimoniale, il consumo di carne e vino - al punto che Taziano, apologista greco del II secolo ed esponente di punta dell'encratismo, giunse a sostituire l'acqua al vino nell'eucaristia - e il benessere materiale oltre il necessario, condannando ogni ostentazione di ricchezza e predicando anzi un severo pauperismo.
Nel IV secolo l'encratismo conobbe una nuova fortuna grazie alla comunità monacale fondata da Eustazio di Sebaste, vescovo e asceta della Cappadocia; la sua dottrina fu aspramente combattuta da Anfilochio di Iconio, e poi definitivamente condannata nel sinodo di Side, in Panfilia, nel 390, sotto il pontefice Siricio.

## Storia
L'astinenza dall'uso di alcune sostanze, perché si pensava che fossero intrinsecamente cattive, è molto più antica del cristianesimo; sia la scuola pitagorica, sia gli esseni, o l'ascetismo indiano mostrarono in precedenza questa tendenza, e Clemente Alessandrino cita proprio gli asceti indiani quali precursori degli encratiti.
Le prime tracce di una corrente cristiana con questo nome si trovano in Ireneo di Lione, che collega la loro origine a Saturnino e Marcione. Secondo Ireneo gli encratiti, rifiutando il matrimonio, accusano implicitamente il Creatore che fece sia l'uomo che la donna; rifiutando tutte le carni e gli alimenti, che reputano intossicanti, essi sono ingrati verso colui che creò tutte le cose. «Ed ora», continuava Ireneo, «essi negano la salvezza del primo uomo (Adamo); un'opinione recentemente introdotta fra di loro da Taziano il Siro, un discepolo di Giustino (intorno al 172). Questi, finché fu con Giustino, non diede segni di apostasia, ma, dopo il suo martirio lasciò la Chiesa e, come i valentiniani, iniziò a favoleggiare di eoni invisibili, e, come Marcione e Saturnino, dichiarò il matrimonio essere corruzione e fornicazione. Ma lui fece del rifiuto della salvezza di Adamo la sua specialità».
Gli encratiti furono in seguito ricordati anche da Clemente Alessandrino: l'intero terzo libro dello Stromateis è volto a combattere una falsa encrateia, o continenza.
Ippolito di Roma si riferisce a loro stimandoli «cinici piuttosto che cristiani»..
Qualche tempo dopo questo gruppo ricevette nuova linfa vitale dall'ingresso di un certo Severo: dopo di lui gli encratiti furono spesso chiamati severiani. Questi encratiti severiani accettavano la legge di Dio, i profeti, ed i Vangeli, ma respingevano gli Atti degli apostoli e maledicevano Paolo di Tarso e le sue epistole. Il resoconto di Epifanio di Salamina sui Severiani sembra permettere di inquadrarli nello gnosticismo siriano piuttosto che nell'ambito di tendenze giudaistiche. Sempre secondo Epifanio, nel loro odio verso il matrimonio gli encratiti dichiaravano la donna opera di Satana, e, nel loro odio per gli intossicanti, chiamavano il vino gocce del veleno del grande Serpente. Epifanio affermava che ai suoi tempi gli encratiti erano molto numerosi in tutta l'Asia Minore, in Pisidia, nel distretto di Adustan di Frigia, in Isauria, Panfilia, Cilicia, e Galazia. Nella provincia romana ed in Antiochia di Siria vivevano in piccoli gruppi divisi. In seguito si divisero in un certo numero di sette più piccole, delle quali gli apostolici si distinsero per la loro condanna della proprietà privata, e gli acquarini per il loro uso di acqua invece di vino nell'eucaristia.
Con l'editto del 382, Teodosio I pronunciò una sentenza di morte per tutti coloro che si professavano encratiti, e comandò al magister officiorum Floro di ricercare questi eretici in quanto erano manichei mascherati. Sozomeno parla di un encratita di Ancyra in Galazia, chiamato Busiris, che, durante la presunta persecuzione di Giuliano, coraggiosamente si sottopose ai tormenti, e che sotto Teodosio I abiurò la sua dottrina e ritornò alla Chiesa cattolica. D'altra parte, Macario il Grande (intorno al 403) racconta di un certo Dositeo, un cilicio, che più o meno nello stesso periodo compose un'opera in otto libri a difesa degli encratiti.
Essi scomparvero alla metà del V secolo, probabilmente assorbiti dai manichei, con i quali avevano sin dall'inizio molto in comune.

## Dottrina
Gli encratiti ritenevano che Satana fosse il figlio di Iadalbaoth, il Demiurgo creatore del mondo. Credevano che la tentazione di Adamo ed Eva non avvenne tramite la mela, ma tramite la vite, creata da Satana stesso. Per accelerare il processo di liberazione della scintilla divina dalla materia corrotta del corpo essi aborrivano il consumo di carne, il matrimonio e la procreazione.
La parte dottrinale più particolare di questa setta consisteva proprio nello sviluppo estremo dell'ideale ascetico della continenza. Essi proclamavano l'agamia e soprattutto avversavano la procreazione. In questa loro visione demonizzavano in particolar modo la struttura fisica della donna vista come essere creato appositamente per produrre altra materia. L'uomo, a differenza della donna, avendo un ruolo secondario nella procreazione, poteva accedere più facilmente alla sfera divina, per questo gli encratiti sostenevano che una donna per potersi salvare doveva prima farsi uomo. La strada per la salvezza passava quindi per il rifiuto della pratica matrimoniale con il conseguente blocco del ciclo generazione-corruzione-morte. Il primo passo per bloccare questo circolo vizioso consisteva nella volontà di non far nascere altri "esseri infelici" e di non offrire "nutrimento alla morte" (Clemente Alessandrino).
Tale teoria si fondava sul passo del Vangelo degli Egiziani in cui Salome chiedeva a Gesù fino a quando la morte avrebbe prevalso, ottenendo come risposta "fino a che voi donne continuerete a generare". In tale contesto l'opera del Redentore si focalizza sulla distruzione dell'operato delle donne, viste soltanto come generatrici di nuova materia impura e, pertanto, sostenitrici della morte. Chiaramente venivano maggiormente disprezzate le donne che avevano dimostrato minore continenza generando più figli e veniva esaltato il valore della verginità come presupposto per una vita di contemplazione.
Come giustificazione dottrinale di questo atteggiamento, gli encratiti, portavano l'esempio di Cristo, che non si era mai sposato né aveva mai posseduto nulla di terreno. Per questo essi tolleravano solamente le attività fisiologiche indispensabili, come mangiare e bere. La pratica delle nozze, inoltre, veniva identificata con la trasgressione di Adamo ed Eva, che comportò la caduta dell'uomo nel mondo materiale.
La visione dualistica encratita, quindi, non contrapponeva due divinità in costante lotta tra loro, ma due diversi regimi, l'uno caratterizzato dalla trasgressione del primo uomo che iniziò il ciclo nozze-generazione-corruzione-morte, l'altro caratterizzato dall'opera del Salvatore che avrebbe restaurato l'equilibrio spirituale all'interno del corpo, sempre materiale, ma ormai "tempio" di vita spirituale e contemplativa. Da questo momento, perdendo la distinzione maschio-femmina, l'anima avrebbe ritrovato l'unità, persa quando, con il regime delle nozze, si venne a creare tale frattura. Anche se i corpi maschili e femminili sono adatti alla riproduzione, non è detto che Dio abbia concesso la pratica dell'unione sessuale, poiché i corpi fanno parte del mondo materiale, inoltre il rapporto sessuale riporta l'uomo ad una forma brutale ed animale. Pertanto il rifiuto delle nozze, eliminando la distinzione maschio-femmina, è condicio sine qua non per ritrovare l'unità esistente prima della trasgressione di Adamo. Compito finale del Cristo sarà far prendere conoscenza all'uomo di quella scintilla divina che gli permetterà di liberarsi dai vincoli che lo legano alla materia, dominio di dei minori o demoni, identificati con le divinità del paganesimo.

## Scritti
Gli encratiti svilupparono un corpus letterario considerevole. Il primo autore che scrisse in loro difesa fu probabilmente Taziano, con il suo libro Sulla perfezione secondo il Salvatore.
Contemporaneo di Taziano (circa 150) fu anche Giulio Cassiano, fondatore del docetismo. Questi compose un'opera intitolata Della morigeratezza e della continenza.
Degli otto libri di Dositeo conosciamo solamente una tesi (poiché il mondo ebbe inizio da un rapporto sessuale, così avrà la sua fine con la continenza, ossia l'encrateia) e che attaccò i bevitori di vino ed i mangiatori di carne.
Fra le opere apocrife che ebbero origine nei circoli encratiti o che furono da essi adottati vi sono: il Vangelo degli Egiziani, che conteneva un dialogo tra Gesù e Salomè a cui si riferivano gli encratiti nella loro condanna del matrimonio, il Vangelo secondo Filippo, il Vangelo di Tommaso, gli Atti di Pietro, gli Atti di Andrea, gli Atti di Tommaso ed altri apocrifi, che sostenevano il punto di vista gnostico encratita.
Eusebio dice che Musano (170 o 210) scrisse un elegantissimo libro indirizzato ad alcuni fratelli che avevano accolto la dottrina degli encratiti. Teodoreto di Cirro riferisce che Apollinare di Hierapolis in Frigia (intorno al 171) scrisse contro gli encratiti severiani.

## Apostolici
Questa setta gnostica, di derivazione encratita, venne citata da Agostino d'Ippona e da Giovanni Damasceno. Essi erano diffusi in Frigia e Panfilia, dove professavano una assoluta adesione ai principi degli Apostoli: negazione del matrimonio e della proprietà. I loro testi sacri erano gli Atti di Andrea e di Tommaso.

## Severo
Severo fu un maestro gnostico di scuola encratita. Secondo la sua dottrina il serpente (Satana) si era congiunto con la terra e dal suo seme era nata la vite, per questo il vino era un alimento di cui non fare assolutamente uso. I suoi seguaci vennero chiamati severiani e la loro setta era simile a quella degli acquari, proprio perché nel sacramento dell'eucaristia usavano acqua al posto del vino. La loro astemia può essere spiegata anche alla luce dell'Apocalisse di Abramo, un testo apocrifo dove si afferma che la pianta proibita dell'Eden era la vite, quindi fu l'uva la colpevole della caduta dell'uomo.